# Winston (Oregon)
Winston az Amerikai Egyesült Államok északnyugati részén, Oregon állam Douglas megyéjében helyezkedik el. A 2010. évi népszámláláskor 5379 lakosa volt. A város területe 6,86 km², melynek 100%-a szárazföld.
Winston a Winston–Dillardi Iskolakerület székhelye; a tankerület alá egy gimnázium (Douglas High School), egy középiskola (Winston Middle School) és három általános iskola (Brockway-, McGovern- és Lookingglass Elementary School) tartozik. Ezeken felül a településen működik még az Umpqua Valley Christian School keresztény magániskola.
A településen található a Wildlife Safari, amely Oregon három vadasparkjának egyike.

## Éghajlat
A város éghajlata a Köppen-skála szerint mediterrán (Csb-vel jelölve), melyben megtalálhatóak az óceáni klíma (Cfb-vel jelölve) elemei is. A legcsapadékosabb hónap december, a legszárazabb időszak pedig a július–augusztus. A legmelegebb hónap július és augusztus, a leghidegebb pedig december.
| Hónap                         | Jan.  | Feb.  | Már. | Ápr. | Máj. | Jún. | Júl. | Aug. | Szep. | Okt. | Nov.  | Dec.  | Év    |
| ----------------------------- | ----- | ----- | ---- | ---- | ---- | ---- | ---- | ---- | ----- | ---- | ----- | ----- | ----- |
| Rekord max. hőmérséklet (°C)  | 22,2  | 25,6  | 29,4 | 35,0 | 41,7 | 41,1 | 43,9 | 43,3 | 40,6  | 38,3 | 26,1  | 22,8  | 43,9  |
| Átlagos max. hőmérséklet (°C) | 10,6  | 12,8  | 15,6 | 18,3 | 22,2 | 25,6 | 30,6 | 30,6 | 27,8  | 20,6 | 13,3  | 9,4   | 19,8  |
| Átlaghőmérséklet (°C)         | 6,4   | 7,6   | 9,5  | 11,7 | 15,0 | 18,1 | 21,7 | 21,7 | 18,9  | 13,7 | 9,1   | 5,8   | 13,3  |
| Átlagos min. hőmérséklet (°C) | 2,2   | 2,2   | 3,3  | 5,0  | 7,8  | 10,6 | 12,8 | 12,8 | 10,0  | 6,7  | 4,4   | 2,2   | 6,7   |
| Rekord min. hőmérséklet (°C)  | −12,8 | −16,1 | −4,4 | −3,3 | −1,7 | 2,2  | 5,0  | 5,0  | 1,1   | −6,1 | −11,1 | −16,1 | −16,1 |
| Átl. csapadékmennyiség (mm)   | 126   | 99    | 90   | 70   | 54   | 25   | 10   | 11   | 23    | 57   | 138   | 157   | 860   |
| Forrás: The Weather Channel   |       |       |      |      |      |      |      |      |       |      |       |       |       |

## Népesség

### 2010
A 2010-es népszámláláskor a városnak 5379 lakója, 2140 háztartása és 1483 családja volt. A népsűrűség 784,1 fő/km2. A lakóegységek száma 2316, sűrűségük 337,6 db/km2. A lakosok 92,5%-a fehér, 0,3%-a afroamerikai, 1,6%-a indián, 0,9%-a ázsiai, 0,1%-a a Csendes-óceáni szigetekről származik, 1,1%-a egyéb, 3,5%-a pedig kettő vagy több etnikumú. A spanyol vagy latino származásúak aránya 4,5% (3,7% mexikói, 0,2% Puerto Ricó-i,  0,5% egyéb spanyol vagy latino származású.)
A háztartások 33,8%-ában élt 18 évnél fiatalabb. 48,2% házas, 14,3% egyedülálló nő, 6,8% egyedülálló férfi, 30,7% pedig nem család. 24% egyedül élt; 10,5%-uk 65 éves vagy idősebb. Egy háztartásban átlagosan 2,5 személy élt; a családok átlagmérete 2,87 fő.
A medián életkor 38,9 év volt. A város lakóinak 24,5%-a 18 évesnél fiatalabb, 8,1% 18 és 24 év közötti, 24%-uk 25 és 44 év közötti, 26,2%-uk 45 és 64 év közötti, 17%-uk pedig 65 éves vagy idősebb. A lakosok 48,6%-a férfi, 51,4%-a pedig nő.

### 2000
A 2000-es népszámláláskor  a városnak 4613 lakója, 1753 háztartása és 1269 családja volt. A népsűrűség 672,5 fő/km2. A lakóegységek száma 1892, sűrűségük 275,8 db/km2. A lakosok 94,58%-a fehér, 0,15%-a afroamerikai, 1,37%-a indián, 0,52%-a ázsiai, 0,07%-a a Csendes-óceáni szigetekről származik, 1,24%-a egyéb-, 2,08%-a pedig kettő vagy több etnikumú. A spanyol vagy latino származásúak aránya 2,8% (2,1% mexikói, 0,1% Puerto Ricó-i,  0,7% pedig egyéb spanyol/latino származású.)
A háztartások 37,6%-ában élt 18 évnél fiatalabb. 52,6% házas, 15,2% egyedülálló nő; 27,6% pedig nem család. 21,8% egyedül élt; 9,8%-uk 65 éves vagy idősebb. Egy háztartásban átlagosan 2,61 személy élt; a családok átlagmérete 2,99 fő.
A város lakóinak 28,8%-a 18 évesnél fiatalabb, 9,9% 18 és 24 év közötti, 26,6%-uk 25 és 44 év közötti, 20,5%-uk 45 és 64 év közötti, 14,2%-uk pedig 65 éves vagy idősebb. A medián életkor 34 év volt. Minden 100 nőre 93,2 férfi jut; a 18 évnél idősebb nőknél ez az arány 87,3.
A háztartások medián bevétele 28 939 amerikai dollár, ez az érték családoknál $36 006. A férfiak medián keresete $30 909, míg a nőké $18 555. A város egy főre jutó bevétele (PCI) $13 299. A családok 13,7%-a, a teljes népesség 16,9%-a élt létminimum alatt; a 18 év alattiaknál ez a szám 24,8%, a 65 évnél idősebbeknél pedig 11,8%.

## Híres személyek
- Josh Bidwell – labdarúgó, a Green Bay Packers és a Tampa Bay Buccaneers punterje[11]
- Troy Polamalu – labdarúgó, a Pittsburgh Steelers védője; játszott a Super Bowl XL-ben, -XLIII-ban és -XLV-ben[12]

## Testvérvárosok
- Rosarito Beach, Mexikó
- Tokoroa, Új-Zéland

## Fordítás
Ez a szócikk részben vagy egészben  a   Winston, Oregon című angol Wikipédia-szócikk ezen változatának fordításán alapul.  Az eredeti cikk szerkesztőit annak laptörténete sorolja fel. Ez a jelzés csupán a megfogalmazás eredetét és a szerzői jogokat jelzi, nem szolgál a cikkben szereplő információk forrásmegjelöléseként.